# Godło Somalilandu
Godło Somalilandu, nieuznawanej republiki obejmującej tereny dawnego brytyjskiego protektoratu w Somalii, zostało przyjęte przez Zgromadzenie Narodowe Somalilandu 14 października 1996.

## Symbolika
Godło przedstawia orła koloru kawowego symbolizującego demokrację, podtrzymującego zrównoważone szale wagi symbolizujące sprawiedliwość. Uściśnięte dłonie symbolizują wolność i równość, gałąź oliwna symbolizuje pokój, a żółte tło kulturę i lud Somalilandu. Arabski napis nad wagą to formuła bismillah (W imię Boga miłosiernego, litościwego). Zgodnie z konstytucją, na piersi orła powinna być wypisana formuła Allah akbar, której jednak nie ma w obecnie używanej wersji godła.